# 藤田陽三
藤田 陽三（ふじた ようぞう、1942年〈昭和17年〉2月20日 - 2023年〈令和5年〉8月1日）は、日本の政治家。元福岡県筑紫野市長（3期）、元福岡県議会議員（5期）、元筑紫野市議会議員（2期）。

## 来歴
福岡県筑紫野市出身。山口村立山口小学校（現・筑紫野市立山口小学校）、筑紫野町立二日市中学校（現・筑紫野市立二日市中学校）、福岡県立修猷館高等学校夜間卒業。父の遺志を継ぎ、左官業に従事。
1974年（昭和49年）、第12回全国左官技能競技大会優勝。
1987年（昭和62年）5月から筑紫野市議会議員を2期務め、1991年（平成3年）11月から福岡県議会議員を5期務めた。
2011年（平成23年）1月30日に行われた筑紫野市長選挙に出馬し、初当選した。投票率は45.03%だった。2月1日、市長就任。
2015年（平成27年）、無投票で再選。2019年（平成31年）、無投票で3選。
4選を目指した2023年（令和5年）1月22日の選挙で、福岡県議の平井一三に敗れ、落選した。
2023年8月1日、死去。81歳没。死没日付をもって従四位に叙され、旭日中綬章を追贈された。